# Kai Frederic Schrickel
Kai Frederic Schrickel (* 30. August 1966 in Offenbach am Main) ist ein deutscher Schauspieler, Regisseur und Theaterleiter.

## Leben
Kai Frederic Schrickel sammelte erste Bühnenerfahrungen mit dem Kinderchor Offenbach, welcher unter der Leitung von Werner Blum als Kinderchor der Oper der Städtischen Bühnen in Frankfurt am Main fungierte, sowie mit einem Amateurtheater in seiner Heimatstadt. Nach dem Abitur an der Leibnizschule ging er als Hospitant und Regieassistent an das Wiesbadener Staatstheater.
Schrickel absolvierte von 1990 bis 1993 seine Schauspielausbildung an der Neuen Münchner Schauspielschule bei Ali Wunsch-König. Zudem studierte er von 1985 bis 1990 Publizistik- und Kommunikationswissenschaften sowie Germanistik unter anderem an der Universität Salzburg.
Neben Festengagements als Schauspieler an der Elisabethbühne Salzburg, dem Theater der Jungen Welt in Leipzig, dem Casa Nova der Theater und Philharmonie Essen (TuP) in Essen sowie am Theater Plauen-Zwickau gastierte er unter anderem im Münchner Residenztheater, in Berlin an verschiedenen Off-Theatern, dem Theater Wolfsburg, am Theater Görlitz sowie dem Volkstheater Frankfurt. Mit der Konzertdirektion Landgraf ging er 2001 bis 2005 auf Tournee mit den Produktionen „Sommersalon“ von Coline Serreau und „WohinGen“ von Heike Zirden.
Nach Regieassistenzen am Hessischen Staatstheater Wiesbaden und der Elisabethbühne Salzburg, inszenierte er unter anderem in Salzburg, Leipzig, Berlin und Potsdam.
Von 1997 bis 2000 spielte er in über 70 Folgen der RTL-Primetime Serie Stadtklinik den Sportarzt Dr. Rainer Wandke. In Gastrollen war er im Fernsehen zu sehen, so zum Beispiel in One Life to Live, Marienhof, Verbotene Liebe, Wolffs Revier, Der letzte Zeuge, Schloss Einstein (KiKa), Hanna – Folge Deinem Herzen (ZDF) und SoKo Leipzig (ZDF).
Er arbeitete daraufhin bis 2015 freiberuflich als Camera-Acting Coach für Kino- und Fernsehproduktionen. An der Filmschauspielschule Berlin unterrichtete er als Dozent Camera-Acting sowie Schauspielermarketing, ebenso an der Coaching Company Berlin und der Kinder- und Jugendschauspielschule Berlin.
Von 2006 bis 2012 war er Gastgeber der Hörlounge Potsdam. Dort produzierte und inszenierte er szenische Lesungen, in denen er auch als Schauspieler mitwirkte. Ab 2012 war er Ensemblemitglied bei Shakespeare und Partner.
2015 gründete er aus diesem Ensemble heraus mit Andreas Erfurth das Neue Globe Theater als Tourneetheater mit Geschäftssitz und Premierenort in Potsdam, welches er seit dem zusammen mit Erfurth leitet.
Dort inszeniert er regelmäßig Klassiker und moderne Theaterstücke: 2015 Hamlet (Shakespeare), 2016 König Lear (Shakespeare), 2017 Indien (Hader/Dorfer), 2018 Die Streiche des Scapin (Molière), 2019 Leben Eduards des Zweiten von England (Brecht nach Marlowe), 2020 (zusammen mit Andreas Erfurth) Der tollste Tag oder Figaros Hochzeit (Turrini nach Beaumarchais), 2021 Don Quijote (Nolte nach Cervantes), 2022 Sturm (Shakespeare), 2022 Max und Moritz (M&M) - Da ist noch was im Busch! (Studlar nach Busch, DE), 2023 Mephisto (Weinheimer/Schrickel nach Klaus Mann), 2024 Diener zweier Herren (von Düffel nach Goldoni). 
Außerdem steht er dort immer wieder als Schauspieler auf der Bühne, unter anderem als Karl Moor in Die Räuber (Schiller), als Kurt Fellner in Indien (Hader/Dorfer), als Geronte in Die Streiche des Scapin (Molière) und als Graf Almaviva in Der tollste Tag oder Figaros Hochzeit.
Seine Inszenierungen von König Lear, Leben Eduards des Zweiten von England und Sturm wurden 2017, 2020/21 und 2024 zum internationalen Shakespeare Festival im Globe Neuss eingeladen. 2023 erhielt seine Inszenierung der Deutschen Erstaufführung von Max und Moritz (M&M) - Da ist noch was im Busch! von Bernhard Studlar den 1. Preis beim 18. Kindertheater-Festival (KIT) Amberg.
Kai Frederic Schrickel lebt in Berlin, ist verheiratet und hat einen Sohn.